# Tantou, Guangdong
Tantou (kinesiska: 潭头) är en köping i sydöstra Kina. Den ligger i Gaozhou i staden Maoming i provinsen Guangdong, omkring 270 kilometer sydväst om provinshuvudstaden Guangzhou. Antalet invånare är 28 718. Befolkningen består av 14 019 kvinnor och 14 699 män. Barn under 15 år utgör 32 %, vuxna 15-64 år 55 %, och äldre över 65 år 11,0 %.